# Valvola a nido di rondine
Le valvole a nido di rondine sono dei peculiari dispositivi presenti nella maggior parte delle vene e nei linfangioni fatti per evitare il reflusso sanguigno. Devono il loro nome alla particolare forma di coppetta che ricorda un nido di rondine.

## Struttura
Le valvole si presentano come tasche dell'endotelio del vaso, sporgendo nel suo lume. In esse si possono distinguere un margine aderente, spesso, e un margine libero, sottile. In corrispondenza di tali dispositivi, la vena presenta un rigonfiamento caratterizzato da pareti assottigliate, detto seno valvolare.
Le valvole sono disposte lungo le pareti del vaso in coppie (per tale motivo vengono definite bigemine) ma in alcuni casi presentano un solo lembo oppure tre.

## Funzione

Schema del funzionamento di una valvola a nido di rondine

Data la bassa pressione a cui è soggetto il vaso venoso, la presenza delle valvole è necessaria per favorire il deflusso del sangue (che nelle vene ha direzione centripeta, cioè dalla periferia dell'organismo va al cuore) e, soprattutto, serve a impedire un eventuale suo reflusso. Per assolvere tale compito, le valvole presentano una convessità che si oppone al flusso ematico e quindi una concavità rivolta verso il cuore. Nel caso di un reflusso, la parete valvolare si distende richiudendo in questo modo il dispositivo.

## Localizzazione
Le valvole a nido di rondine sono maggiormente presenti nelle regioni dell'organismo dove le vene sono sottoposte a maggiori contrazioni muscolari e in quelle dove il reflusso è più probabile, essendo il deflusso del sangue opposto alla gravità (come nelle gambe, in cui si può verificare un reflusso per caduta). Tuttavia è nota, in territori viscerali, la presenza di valvole in vene di piccolo calibro. In questa sede, esse limiterebbero gli effetti di eventuali stasi venose.